# Jan Herder
Jan Herder (Appelscha, 16 november 1889 - Heerenveen, 7 maart 1978) was een Friese boer, timmerman, politicus voor de communistische partij en publicist. 

## Levensloop
Herder ging tot zijn veertiende jaar naar school. Geld om door te leren was er niet, hoewel de hoofdmeester daartoe wel adviseerde. Hij werd timmermansleerling bij verschillende bazen. 
Hij trouwde in 1911 met Antje Zwart, met wie hij een dochter en drie zoons kreeg. Met zijn broer begon hij in datzelfde jaar een timmerbedrijfje in Haulerwijk, mede dankzij enig kapitaal van zijn vrouw. Twee jaar later begon hij voor zichzelf en sloot zich dan ook aan bij de Timmerlieden- en Patroonsbond. 

### Boer
In 1918 verkocht hij de zaak en werd boer met een gemengd bedrijf. De zaken gingen redelijk en in 1926 kon hij een nieuwe boerderij bouwen. 
De wereldeconomie speelde hem echter parten; de prijzen van landbouwproducten daalden almaar. Gevolg was onrust onder de kleine boeren in de zuidoosthoek van Friesland. Ze wisten zich niet adequaat vertegenwoordigd door de gevestigde landbouworganisaties en kwamen onafhankelijk daarvan bijeen. Herder sloot zich aan en trad allengs meer op de voorgrond. Hij kon goed spreken en deed dat op steeds beter bezochte bijeenkomsten en rond gedwongen openbare verkopingen. Sociale druk en onderlinge solidariteit verhinderden soms dat koopjesjagers al te gemakkelijk hun slag konden slaan. In 1932, midden in de crisistijd, ontkwam ook Herder niet aan een faillissement.

### Communist
Op aandringen van de Friese communist Gerrit Roorda was Herder eind jaren twintig lid geworden van de Communistische Partij Holland, de voorloper van de Communistische Partij van Nederland (CPN). Gezien zijn achtergrond en omstandigheden (boer, veertig jaar, hervormd) een opmerkelijke stap.
Na zijn faillissement kwam Herder terecht in de werkverschaffing. Hij leidde een staking tegen de lage lonen en werd daarvoor gestraft met solitaire – dat wil zeggen niet meer in groepsverband verrichte – arbeid.
In 1935 werd hij verkozen in de gemeenteraad van Ooststellingwerf. Als raadslid maakte hij zich sterk voor maatregelen om de maatschappelijke positie van de armen, arbeiders, kleine boeren en middenstanders te verbeteren, zowel in praktische zin (bijvoorbeeld door te ijveren voor het bouwen van betaalbare woningen) als in ideologische zin (vrij demonstratierecht). In dezelfde periode trad hij toe tot het landelijk bestuur van de CPN en werd vrijgestelde voor de partij. Als partijbestuurder trok Herder het land in voor het Agrarisch Bureau van de partij, om boeren en tuinders te organiseren en te mobiliseren tegen het ontoereikende land- en tuinbouwbeleid. Zijn ideeën over de noodzaak van dit werk kon hij uiteenzetten in een toespraak voor de Comintern, bij een twee maanden durend bezoek aan de Sovjet-Unie in de winter van 1937-1938.
Na de Duitse inval werd Herder actief in het opzetten en verspreiden van een illegale parallelkrant van De Waarheid in de noordelijke provincies: Het Noorderlicht. De groep rond dit periodiek werd eind 1941 opgerold. De meeste medewerkers werden omgebracht in concentratiekampen. Herder kon onderduiken in de Haarlemmermeer, maar werd begin 1944 alsnog gearresteerd en geïnterneerd in kamp Amersfoort. Dolle Dinsdag (5 september 1944) kwam hij vrij en dook opnieuw onder. Tot het eind van de oorlog wist hij uit handen van de bezetter te blijven.

### Afscheid CPN, weer timmerman
Na de oorlog herstelde Herder het contact met de partijleiding. In de partij werd oppositie tegen centrale besluitvorming niet geduld, hetgeen de aanleiding vormde tot een reeks conflicten. Ook protesten van Herder werden niet geapprecieerd en hij werd als politiek secretaris van de CPN in Friesland uit het Amsterdamse machtscentrum "weggepromoveerd". Toen het tijdens een bijeenkomst in Leeuwarden in 1946 tot een handgemeen kwam met partijleider Paul de Groot, nam Herder afscheid van de CPN.
Hij vatte hierna zijn oude beroep van timmerman weer op en bleef dat tot het bereiken van de pensioengerechtigde leeftijd. Hij werd niet meer politiek actief, maar behield zijn maatschappelijke belangstelling. Hij werd lid van het CNV. Bij hem thuis stonden Das Kapital en de Bijbel naast elkaar in de boekenkast.

## Publicaties van Herder
- De hand aan de ploeg (Amsterdam, 1937)
- Landbouw en Maatschappij (Politiek en Cultuur, 1937-3)
- Boeren en arbeiders één in de strijd (redevoeringen en besluiten CPN-congres 1938)
- De Nederlandse landbouw in oorlogstijd (Politiek en Cultuur, 1940-6)